# Libertine Dreams
Libertine Dreams（リヴァティーン・ドリームス）は、INORANの13thスタジオ・アルバムで、通算17枚目のアルバムである。2020年9月30日にキングレコードから発売された。

## 概要
約1年ぶりの作品で、新型コロナウイルス感染症流行の影響下でステイホームという状況を背景に制作されたスタジオ・アルバム。
タイトルでは『何事にも囚われること無く自由な発想のもとに制作したアルバム』ということを意味しているという。
前述の通りにコロナ禍で様々な制約が求められている状況で、更にバンドメンバーでドラマーであるRYO YAMAGATAが手首の負傷で療養に専念のため、今作はINORAN自身が全編一人でアレンジ、演奏（ボーカル、ギター、ベース、プログラミング）をし、書き上げた作品になっている。
今作のマスタリングは、レディー・ガガやジャスティン・ビーバー、テイラー・スイフト、アリアナ・グランデ、ミューズ、アデルなどの作品を担当し、2016年にはアデルの作品『25』でグラミー賞『最優秀アルバム賞』を受賞したキャリアを持つニューヨーク州のマスタリング・スタジオ、STERLING SOUNDのランディ・メリルが担当している。
完全生産限定盤（CD、ミュージックビデオ・フルバージョンのインタビューを収録したBlu-ray、28P写真集）、初回限定盤（CD、ミュージックビデオ・インタビューを収録したBlu-ray）と通常盤（CD）の3形態で発売され、うち完全生産限定盤のみキングレコードの通販サイト・KING e-SHOPで限定販売された。

## 収録曲
- 全作曲・編曲：INORAN
- 作詞：Jon Underdown（M1、2、3、5、10）、Nelson Babin-Coy（M4、6、8、9）
- 収録曲は全バージョン共通

1. Don't Bring Me Down
本作のリード曲で、ミュージックビデオが制作されている。
2. Soul Ain't For Sale
3. Libertine Dreams
4. Purpose
5. Missing Piece
6. Soundscapes
7. ‘75
インスト曲。
8. Kingdom Come
9. Shaking Trees
10. Dirty World